# 池相烈
池相烈（：／ Jee Sang-ryeol，1970年12月26日—），出生于韩国京畿道仁川市南区（现仁川广域市彌鄒忽區），韩国知名主持人。

## 生平
畢業於韓國放送通信大學，1996年參加SBS的第5次藝員公開招募。但他在很長一段時間內仍默默無聞。因為笨拙的言語和有點凌亂的外表而被人們忽視。